# Värsta pojkvänsakademin
Värsta pojkvänsakademien är en svensk realityserie från 2011, baserad på det amerikanska programformatet Tool Academy. Serien sänds i TV 3, hade premiär 11 oktober 2011 och Sanna Bråding som programledare.

## Avsnitt
- 1. Tolv pojkvänner anländer till ett slott i Frankrike i tron att de skall vara med i en dokusåpa.